# Dan Einbinder
Pour les articles homonymes, voir Einbinder.
Dan Einbinder (דן איינבינדר en hébreu), né le 16 février 1989 à jerusalem, est un footballeur international israélien. Évoluant au poste de Milieu de terrain, il joue actuellement avec l'Hapoël Tel-Aviv FC.